# José Mojica (cyclisme)
Pour les articles homonymes, voir José Mojica et Mojica.
Mojica  Camejo est un nom espagnol. Le premier nom de famille, en général paternel, est Mojica ; le second, en général maternel, souvent omis, est Camejo.
José Antonio Mojica Camejo (né le 16 août 1987) est un coureur cycliste cubain.

## Biographie
En 2016, José Mojica rejoint l'équipe continentale Start Vaxes-Partizan, devenant ainsi l'un des premiers cyclistes cubains dans l'histoire à rejoindre les rangs d'une équipe professionnelle étrangère.

## Palmarès
- 2015
  -  Champion de Cuba sur route
  -  Champion de Cuba du contre-la-montre
  - Clásico Nacional de Ciclismo :
    - Classement général
    - 4e étape (contre-la-montre par équipes)

  - Clásica Excelencias del Motor
- 2016
  -  Champion de Cuba sur route
  - Clásico Nacional de Ciclismo :
    - Classement général
    - 4e (contre-la-montre par équipes) et 7e étapes

## Classements mondiaux
| Année            | 2015 | 2016 |
| ---------------- | ---- | ---- |
| UCI America Tour | 53e  | 88e  |